# Hernán Carvallo
Luis Hernán Carvallo Castro (Santiago, 19 de agosto de 1922 - Santiago, 24 de marzo de 2011) fue un futbolista chileno que jugó como volante del Club Deportivo Universidad Católica.
Como jugador de Universidad Católica fue campeón de la Primera División de Chile por primera vez en 1949, equipo donde destacaban Sergio Livingstone, José Manuel Moreno, Andrés Prieto y Fernando Riera. Sus hijos Luis Hernán Carvallo y Fernando Carvallo continuaron su tradición futbolera.

## Participaciones en Copas del Mundo
| Mundial             | Sede   | Resultado    |
| ------------------- | ------ | ------------ |
| Copa del Mundo 1950 | Brasil | Primera fase |

## Palmarés

### Torneos nacionales
| Título                          | Equipo                    | País  | Año  |
| ------------------------------- | ------------------------- | ----- | ---- |
| Torneo de Consuelo del Apertura | C.D. Universidad Católica | Chile | 1949 |
| Primera División                | C.D. Universidad Católica | Chile | 1949 |
| Primera División                | C.D. Universidad Católica | Chile | 1954 |
| Segunda División                | C.D. Universidad Católica | Chile | 1956 |